# Česko-íránské vztahy
Česko-íránské vztahy jsou zahraniční vztahy Česka a Íránu.

## Dějiny
Česko-íránské vztahy byly navázány 30. dubna 1929.[zdroj?]

## Obchod a ekonomika
Od roku 2014 vyvážely české firmy do Íránu především strojírenské výrobky, elektrotechnické zboží a další produkty, zatímco většinu dovozu z Íránu tvořilo ovoce a zelenina. Česká republika a Írán spolupracují v oblasti jaderných technologií, energetiky, těžby a obchodu.

## Diplomatické mise

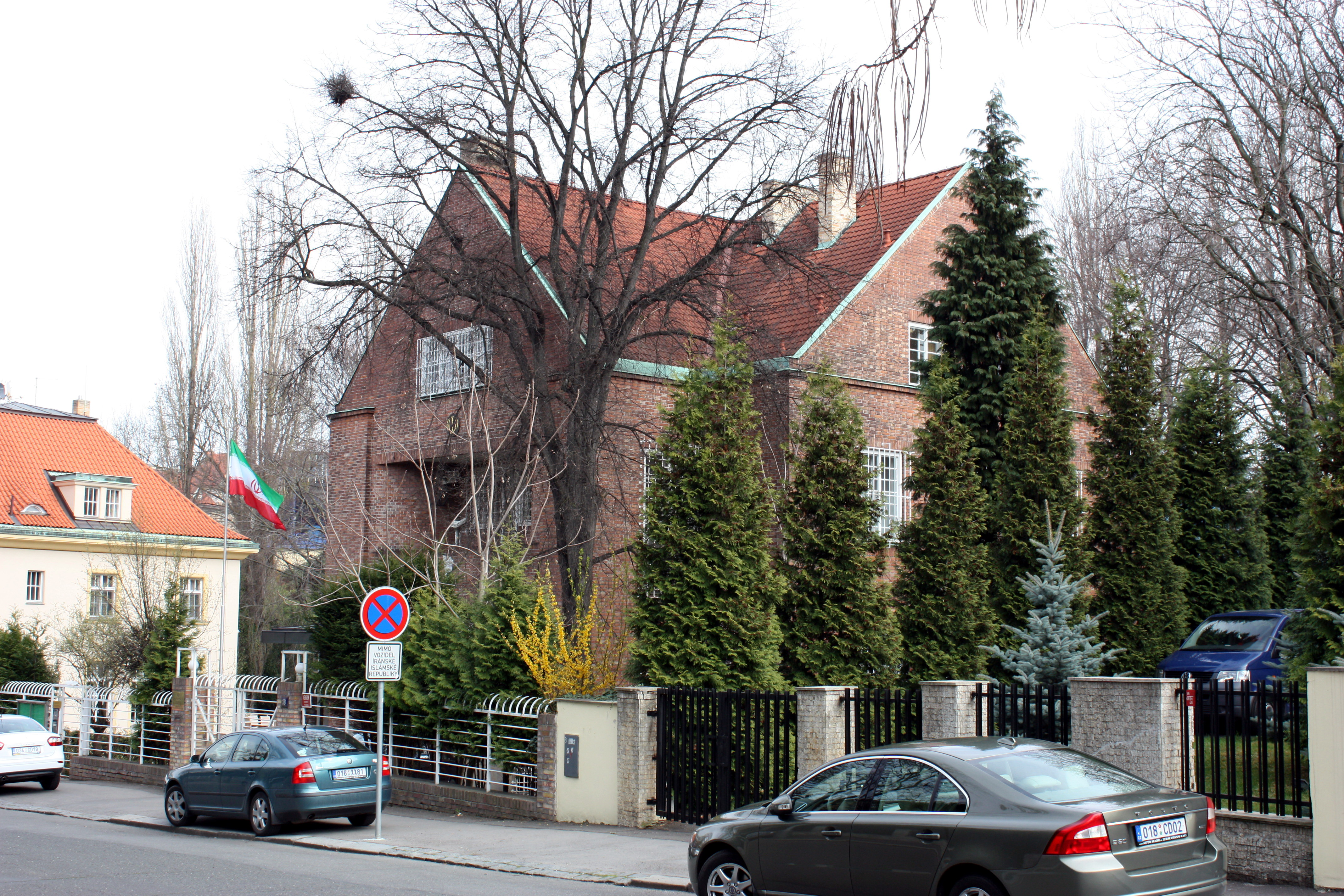
Íránská ambasáda v Praze

- Írán má ambasádu v Praze.[3]
- Česko má ambasádu v Teheránu.